# Piper cubeba

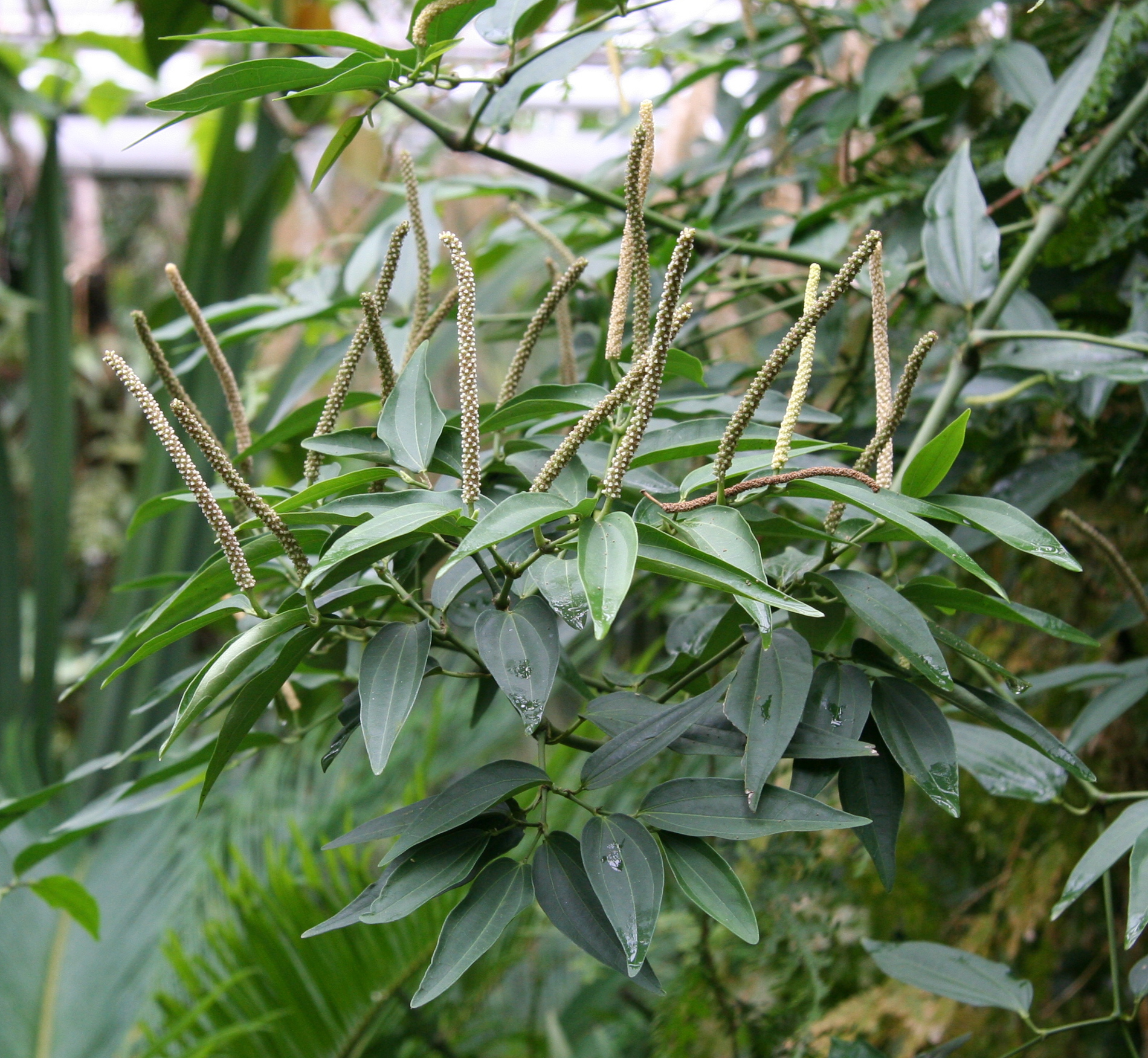
Inflorescències espiciformes erectes.

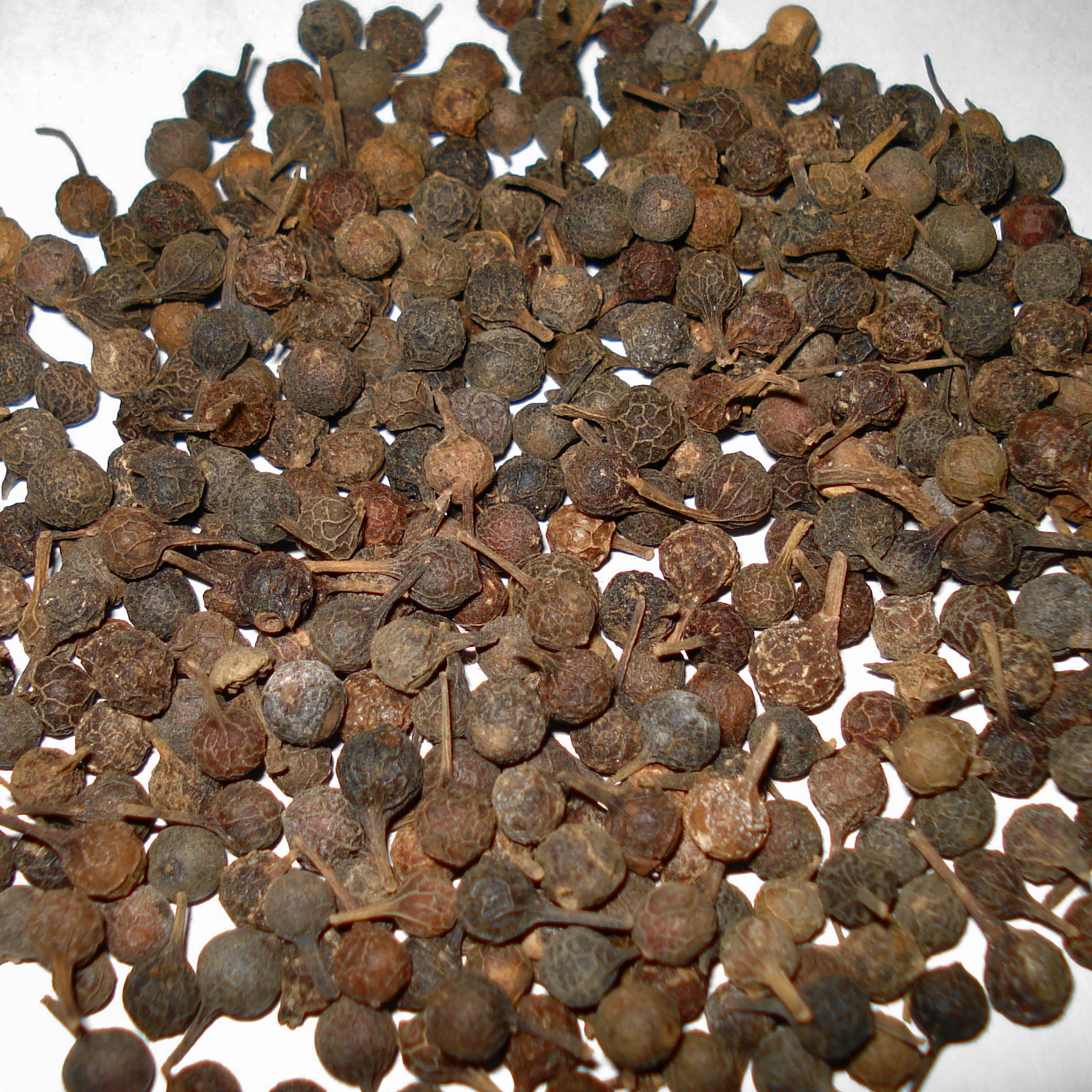
Grans secs de Pebre de Java.

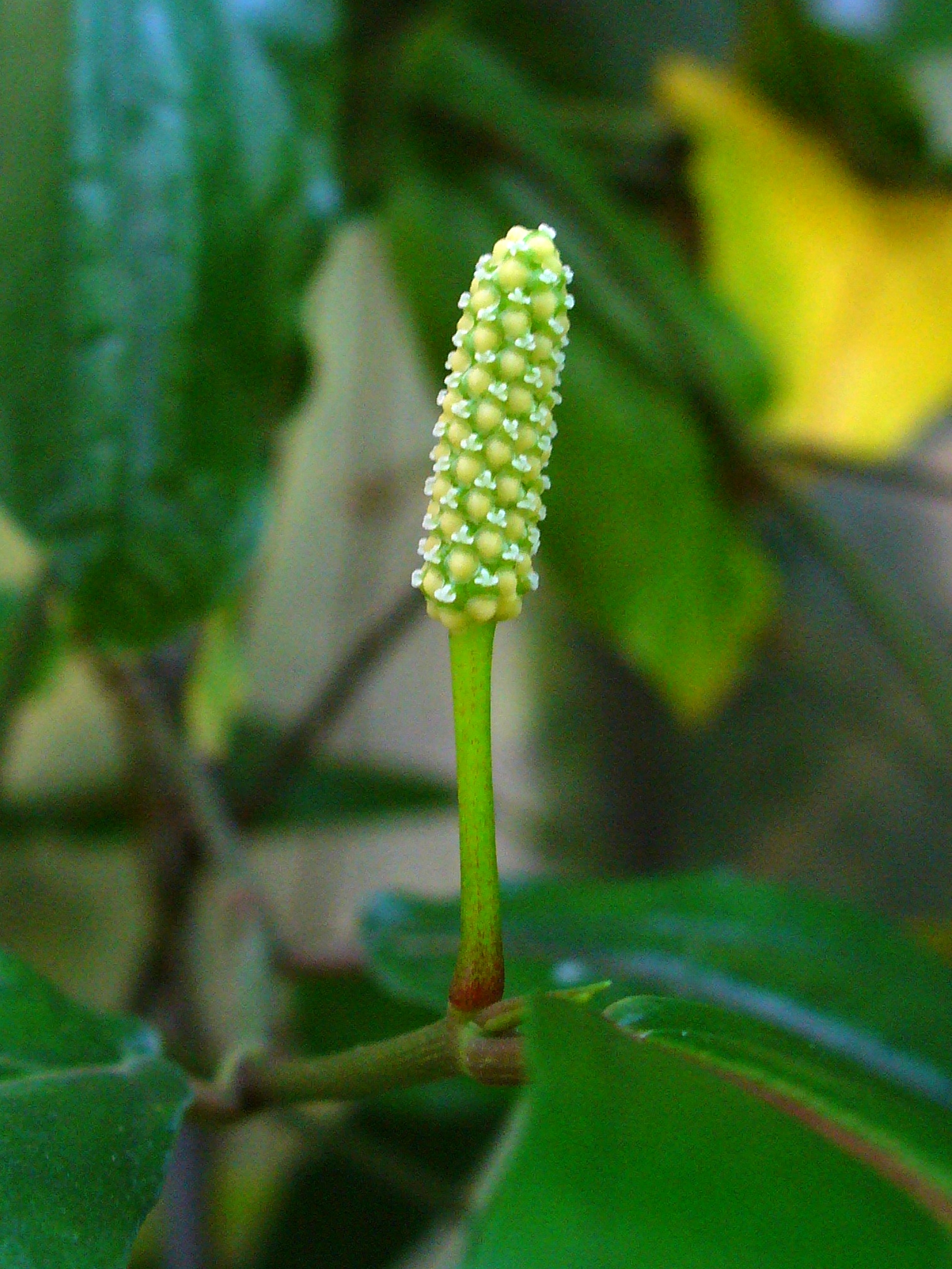
Infructescència.

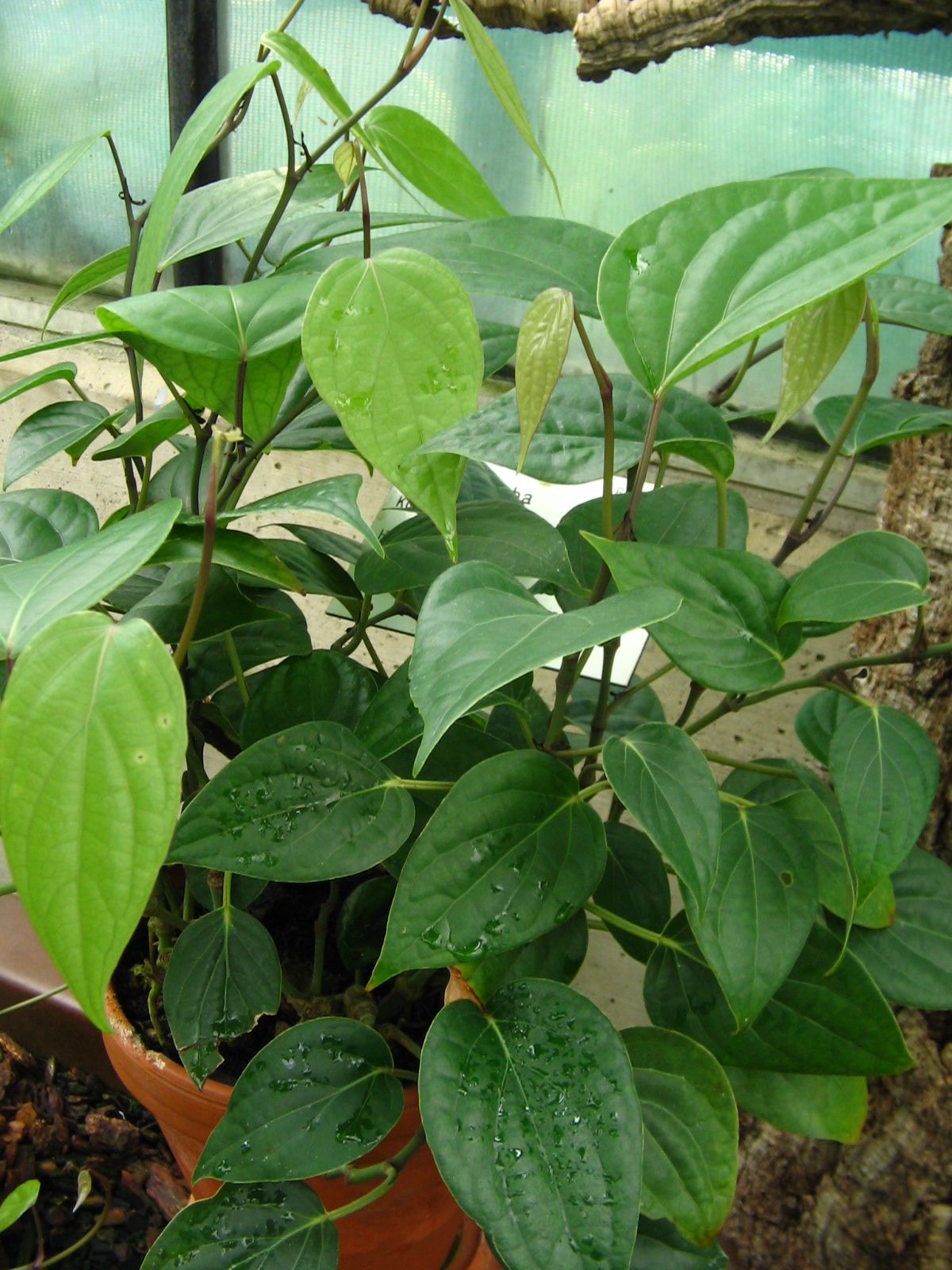
Vista de la planta.

Piper cubeba, anomenada també cubeba i pebre de Java, és una planta de la família del pebre (piperàcia); la seva fruita és emprada en l'elaboració d'olis essencials. Les baies de la planta es solen assecar i es venen seques o moltes, són lleugerament més grosses que els grans de pebre, tenen una superfície arruada, i la major part dels grans són buits.

## Origen
La cubeba, originària de l'Illa de Java, té una llarga i complexa història i va arribar al continent africà i a Europa a mitjançant l'Índia per obra del comerç amb els àrabs.

## Descripció
Segons Carl von Linné el Jove, s caracteritza per les seves fulles oblico-ovalades senceres i peciolades, amb el limbe de base asimètrica i vernació oblonga alterna; les inflorescències espiciformes pedunculades curtes i oposades a les fulles i els fruits, glabres, amb pedicels persistents.

## Usos

### Medicinals
Es feia servir a Europa i a Amèrica, amb força succés, per a la sanció de la blennorràgia o gonorrea, fins ben entrat el segle xx.

### Culinaris
A Europa va ser emprada com a espècia de gran valor en la cuina medieval. Va ser el condiment de base de la carn, o emprada en algunes salses. Es coneix una recepta medieval que inclou la cubeba per a elaborar "salsa sarcenes", que consisteix en llet d'ametlla i diverses espècies afegides. La seva desaparició en la cuina europea es deu probablement a la seva sabor amarga, la qual cosa pot haver estat interpretada com de qualitat inferior al pebre negre.
Avui dia a la cuina marroquina s'empra la cubeba per a donar gust alguns plats i pastes com els macruts, boletes de semolina amb mel  i dàtils. La cubeba s'inclou a vegades en la llista d'ingredients de la mescla d'espècies denominada ras el hanout, típica d'aquest país.

### Altres
És un ingredient en l'elaboració de ginebres.

## Taxonomia
Piper cubeba  va ser descrita per Carl von Linné el Jove i publicada en Supplementum Plantarum 90. 1781[1782].